# لارسمو
لارْسْمو (به فنلاندی: Larsmo) یک منطقهٔ مسکونی در فنلاند است که در اوستروبوتنیا واقع شده‌است.